# 1822 en mathématiques
| Années des mathématiques : 1819 - 1820 - 1821 - 1822 - 1823 - 1824 - 1825    |
| Décennies des mathématiques : 1790 - 1800 - 1810 - 1820 - 1830 - 1840 - 1850 |

Cet article présente les faits marquants de l'année 1822 en mathématiques.

## Évènements
- 3 juillet : publication d'une lettre ouverte au président de la Royal Society du mathématicien anglais Charles Babbage qui présente le projet d'une « machine à différences » pour calculer les logarithmes et les fonctions trigonométriques par la méthode dite des différences[1].

## Naissances
- 2 janvier : Rudolf Clausius (mort en 1888), mathématicien et physicien allemand.
- 9 mars : Léon-François-Antoine Aurifeuille (mort en 1882), mathématicien français.
- 11 mars : Joseph Bertrand (mort en 1900), mathématicien français.
- 14 avril : Achille Sannia (mort en 1892), mathématicien et homme politique italien.
- 3 mai : David Bierens de Haan (mort en 1895), mathématicien et historien des mathématiques hollandais.
- 12 mai : Wilhelm von Freeden (mort en 1894), mathématicien allemand.
- 24 juin : Christian Zeller (mort en 1899), mathématicien allemand.
- 18 septembre : Ernst Förstemann (mort en 1906), mathématicien allemand.
- 24 décembre : Charles Hermite (mort en 1901), mathématicien français.

## Décès
- 21 mars : Charles d'Amondans de Tinseau (né en 1748), officier et mathématicien français.
- 10 mai : Paolo Ruffini (né en 1765), mathématicien italien.
- 13 août : Jean-Robert Argand (né en 1768), mathématicien suisse.
- 19 août : Jean-Baptiste Joseph Delambre (né en 1749), astronome et mathématicien français.
- 3 octobre : François Peyrard (né en 1759), mathématicien français et traducteur de la version complète des Éléments d'Euclide.